# Acepromazin
Acepromazin ist ein hochwirksames Neuroleptikum und Sedativum. In der Tiermedizin ist es das am häufigsten verwendete Phenothiazin-Derivat und kann oral, subkutan, intramuskulär oder intravenös verabreicht werden. Es wirkt außerdem gegen Erbrechen (antiemetisch), blockiert die Acetylcholin-Wirkung (anticholinerg) und in geringem Maße auch die von Histamin (antihistaminerg). In der Tiermedizin wird es ausschließlich als Salz der Maleinsäure (Acepromazinmaleat) eingesetzt, für die Humanmedizin sind keine Präparate zugelassen.

## Wirkungsmechanismus
Acepromazin wirkt primär über eine Blockade der Dopamin-2-Rezeptoren, die übrigen Dopaminrezeptortypen (D1, D3-5) werden nicht beeinflusst. Hierdurch kommt es zu einer sedativen und antipsychotischen Wirkung, zu einer zentralen Dämpfung des Erbrechens und zu einem Anstieg der Prolaktin-Sekretion.
Ein weiterer Effekt besteht in der Blockade der Alpha-1-Adrenozeptoren, was zu einer Gefäßerweiterung (Vasodilatation) und damit zu einem Abfall des Blutdrucks führt. Die Gefäßerweiterung in der Milz bedingt einen Abfall des Hämatokrit-Wertes.
Darüber hinaus senkt Acepromazin den Tonus der glatten Muskulatur und wirkt dadurch krampflösend (spasmolytisch).
Acepromazin wird auch bei oraler Aufnahme schnell resorbiert und in der Leber verstoffwechselt. Die Plasmahalbwertszeit beträgt 2 bis 16 Stunden. Die Ausscheidung erfolgt über den Harn.

## Einsatzgebiete
In der Kleintiermedizin wird Acepromazin vor allem als Sedativum zur Beruhigung aufgeregter oder aggressiver Tiere, zur Reduzierung der Symptome einer Reisekrankheit oder bei Milchmangel (Agalaktie, Wirkung durch indirekte Prolaktin-Anregung) eingesetzt. Bei Pferden kann es zur Stressreduzierung bei Transporten angewendet werden.
Darüber hinaus kann es zur Prämedikamentation von Narkosen oder in Kombination mit starken Schmerzmitteln (Analgetika) zur Neuroleptanalgesie verwendet werden.
Acepromazin ist ein wirksames Antidot gegen eine Amphetamin-Vergiftung.
Bei Hauskatzen kann es zur Behandlung der felinen arteriellen Thromboembolie, um den dabei auftretenden Vasospasmen entgegenzuwirken, sowie bei obstruktiven Erkrankungen der unteren Harnwege eingesetzt werden.

## Kontraindikationen
Aufgrund der gefäßerweiternden Wirkung darf Acepromazin nicht bei einem Schock eingesetzt werden. Auch bei Jungtieren und alten Tieren ist der Einsatz aufgrund der blutdrucksenkenden Wirkung zu vermeiden. Bei großen Hunderassen, kurzköpfigen (brachycephalen) Rassen (vor allem Boxer) und Windhunden ist eine höhere Empfindlichkeit beschrieben. Bei Hunden mit MDR1-Gendefekt zeigt sich eine verstärkte bis toxische Wirkung.
Bei stärkeren Traumata, starker Erregung, Krämpfen und Epilepsie ist die Anwendung ebenfalls kontraindiziert, ebenfalls bei Blutgerinnungsstörungen und schweren Leberfunktionsstörungen.
Acepromazin wirkt nicht anxiolytisch und sollte nicht bei Angstzuständen eingesetzt werden, da die sedierende und muskelrelaxierende Wirkung Ängste verstärken kann.
Beim Hengst kann Acepromazin infolge der Lähmung des Musculus retractor penis zu einem Penisvorfall führen.

## Handelsnamen
Calmivet, Prequillan, Relaquine, Sedalin, Tranquigel, Tranquiline, Vetranquil